# Selga
Selga är ett släkte av fjärilar. Selga ingår i familjen mott.
Kladogram enligt Catalogue of Life:
| Selga | \| \| Selga arizonella \| \| \| \| \| \| Selga californica \| \| \| \| |
|       | \| \| Selga arizonella \| \| \| \| \| \| Selga californica \| \| \| \| |
|       | Selga arizonella                                                       |
|       |                                                                        |
|       | Selga californica                                                      |
|       |                                                                        |